# Erich Kleiber

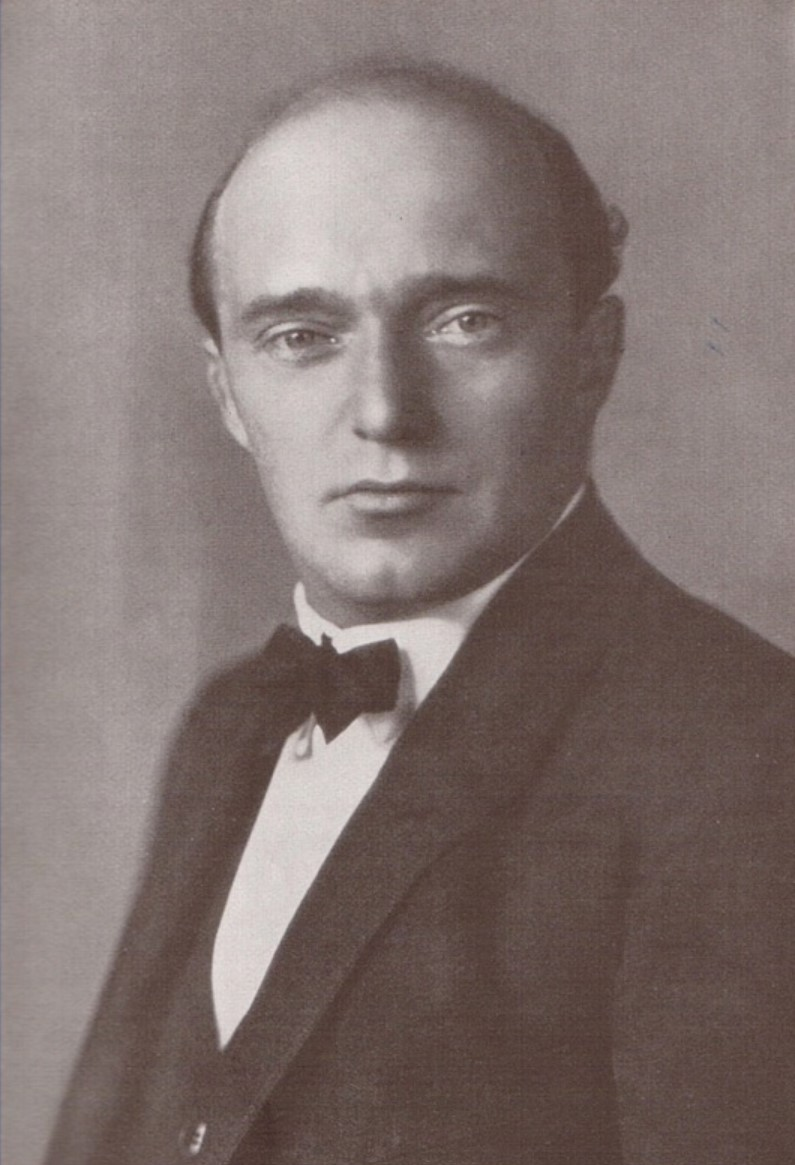
Erich Kleiber auf einer Fotografie von Alexander Binder

Erich Kleiber (* 5. August 1890 in Wien; † 27. Januar 1956 in Zürich) war ein österreichischer Dirigent.

## Leben

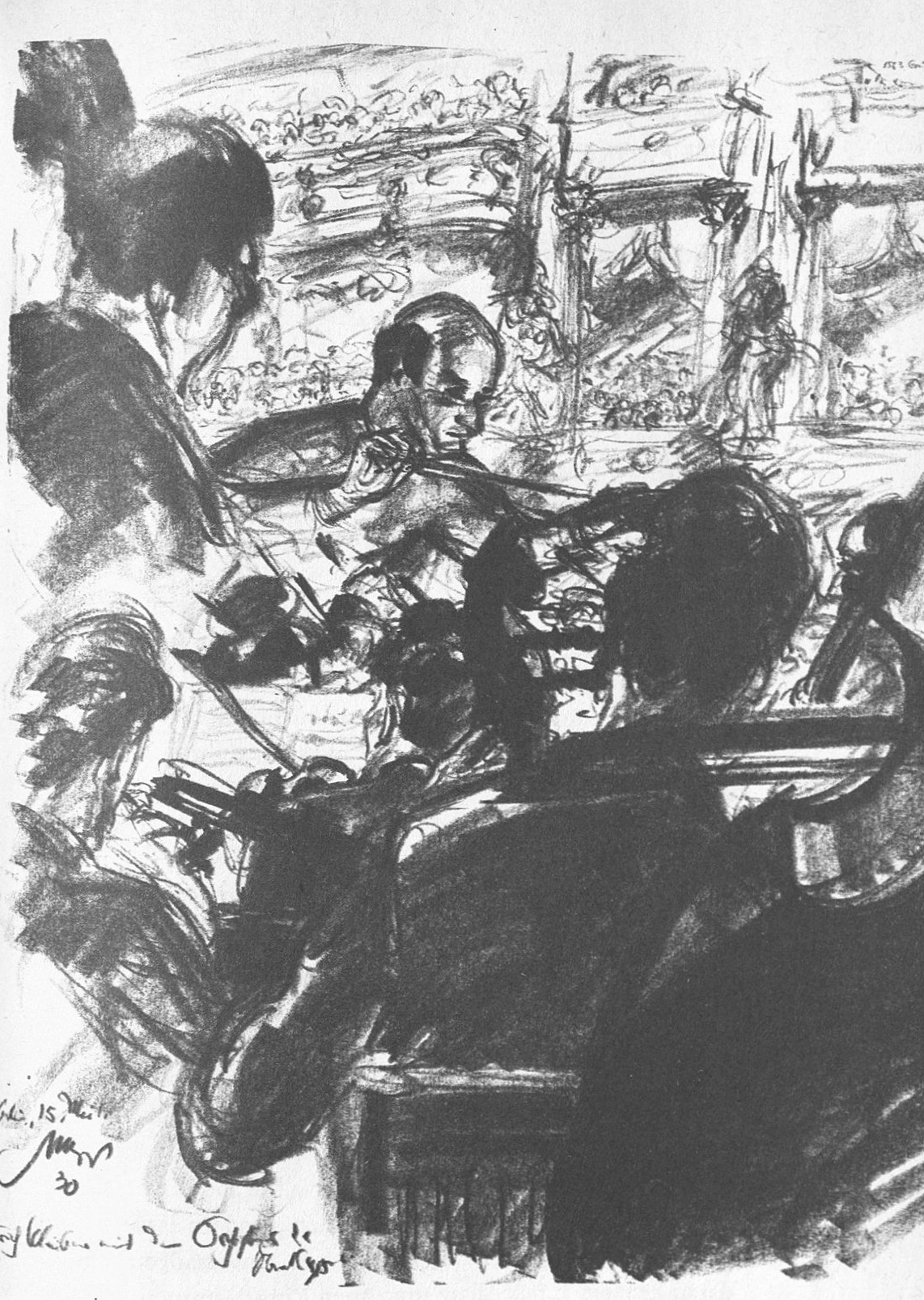
Emil Stumpp: Erich Kleiber in der Staatsoper (1930)

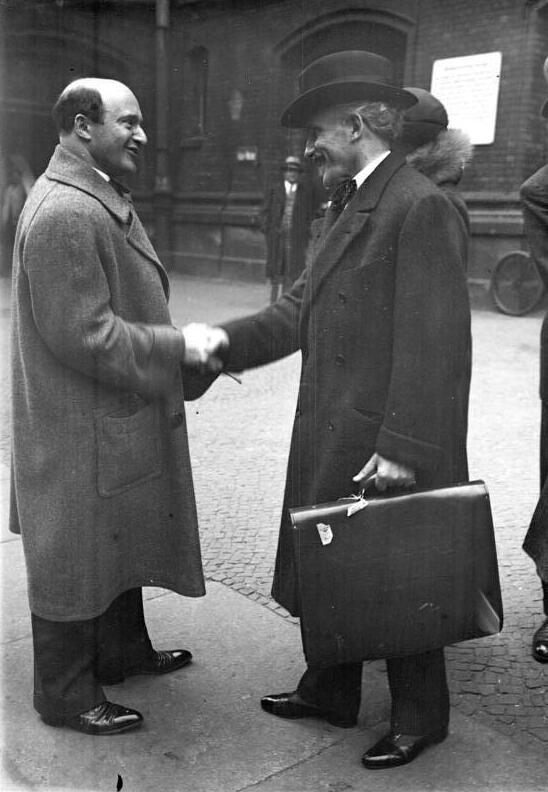
Arturo Toscanini (rechts) wird im Mai 1930 auf dem Anhalter Bahnhof in Berlin von Erich Kleiber empfangen.

Kleiber wurde in Wien als Sohn einer in ärmlichen Verhältnissen lebenden Lehrerfamilie geboren. Jugend und Studienzeit verbrachte er in Prag. Dort studierte er Philosophie und Musik. Unterbrochen wurde seine Prager Zeit durch einen längeren Aufenthalt in Wien.
Nach verschiedenen kürzeren Engagements in Prag (1911–1912), Darmstadt, Barmen-Elberfeld, Düsseldorf und Mannheim berief ihn Max von Schillings 1923 als Nachfolger von Leo Blech an die Staatsoper in Berlin, nachdem er vorher als Gastdirigent mit Fidelio beeindruckt hatte. Er blieb dort zwölf Jahre und prägte das deutsche Musikleben wie außer ihm nur noch Wilhelm Furtwängler und Richard Strauss. Neben der Pflege der Werke Beethovens und Wagners – auch der leichteren Muse war er nicht abgeneigt – brachte er Alban Bergs Wozzeck zur Uraufführung (1925) und Janáčeks Oper Jenufa zur deutschen Erstaufführung. Zwischen 1923 und 1929 produzierte er über 100 Schallplatten.
Erich Kleiber war „ein entschlossen antifaschistischer Dirigent“. 1935 musste er als Verfechter der modernen Musik (Alban Berg, Ernst Krenek, Darius Milhaud und Igor Strawinsky) unter dem Druck des Hitlerregimes zurücktreten. Er emigrierte nach Kuba und später nach Argentinien (Buenos Aires). Vielen klassischen und romantischen Musikwerken verhalf er dort zur südamerikanischen Erstaufführung. Er dirigierte auch Werke südamerikanischer Komponisten. 1938 erhielt er die argentinische Ehrenstaatsbürgerschaft.

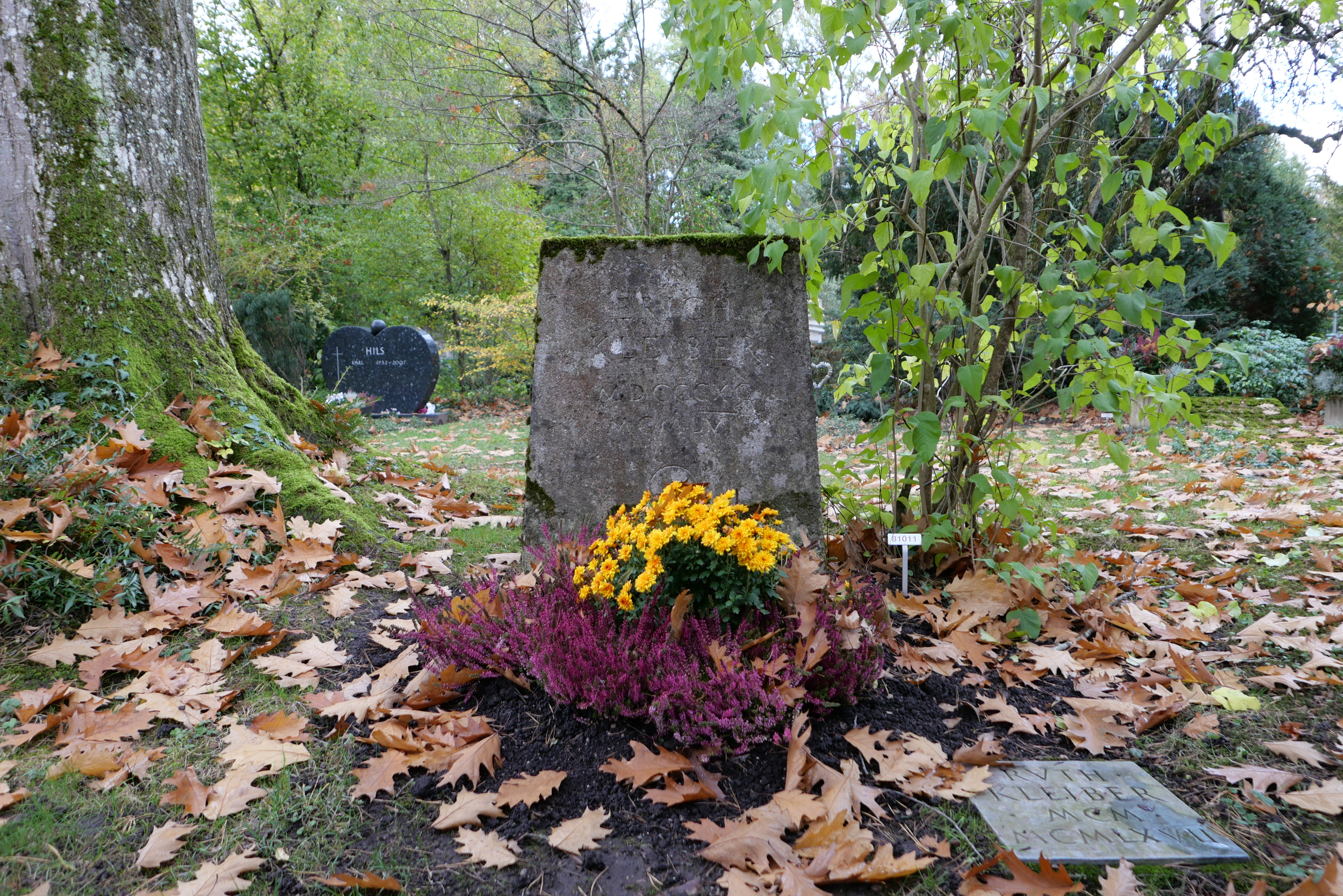
Das Grab von Kleiber und seiner Frau.

Kleiber kehrte 1950 nach Europa zurück. Er hatte angestrebt, 1951 wieder an der Berliner Staatsoper zu dirigieren, fühlte sich aber durch nicht eingehaltene Zusagen der DDR-Spitze brüskiert. Auch in West-Berlin konnte er nicht mehr Wurzeln schlagen, ein Engagement in Wien kam nicht zustande. So lebte er einige Zeit in einem Zürcher Hotel.
Überraschend starb er in Zürich am 27. Januar 1956. Seine sterblichen Überreste sind auf dem Zürcher Friedhof Hönggerberg (Grabnummer F81011) begraben.
Erich Kleiber war mit der Amerikanerin Ruth Goodrich (1900–1967) verheiratet und ist der Vater von Veronika Kleiber und dem Dirigenten Carlos Kleiber.

## Gedenken

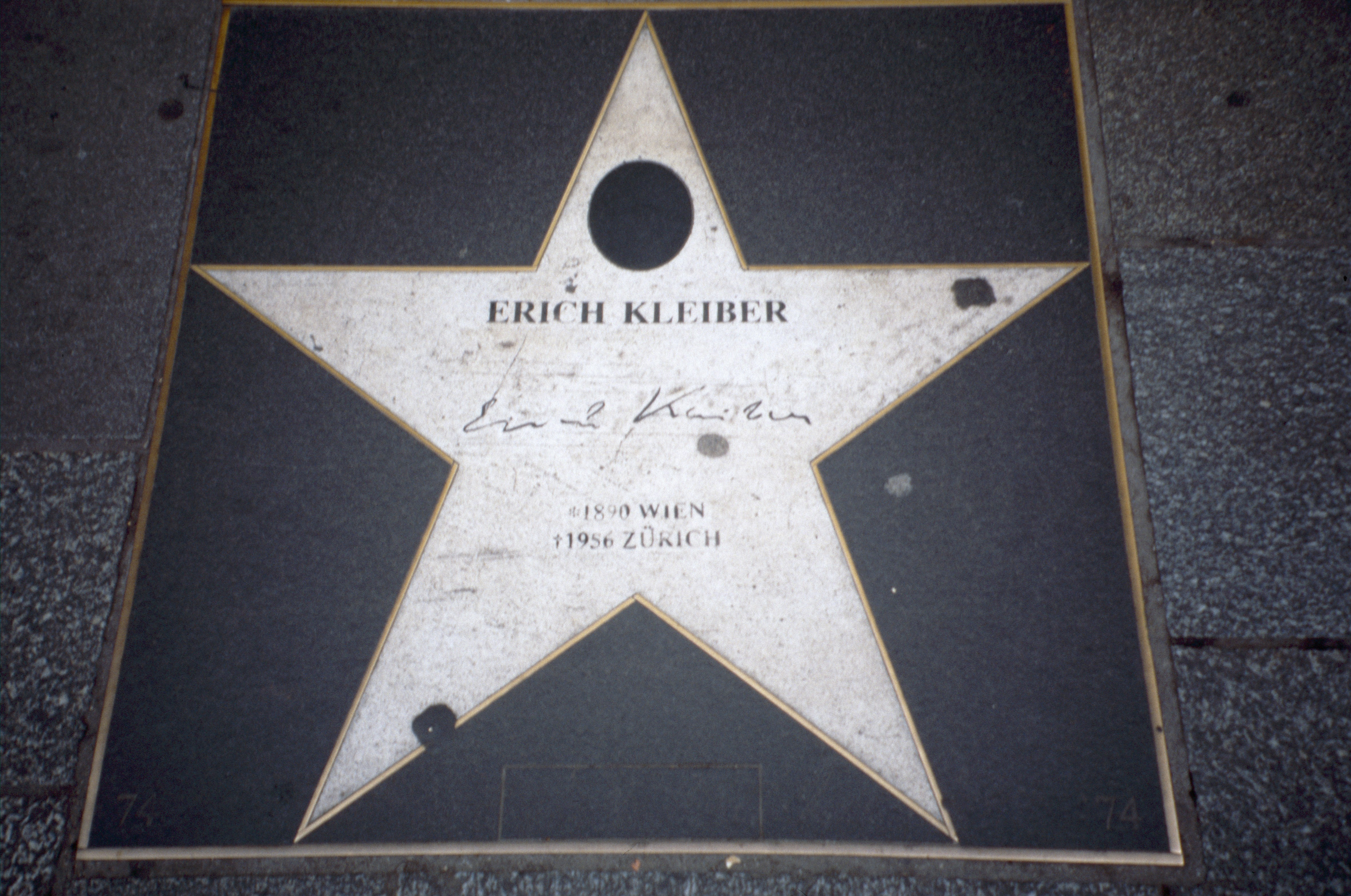
Bodengedenktafel für Erich Kleiber in Wien, Kärntner Straße

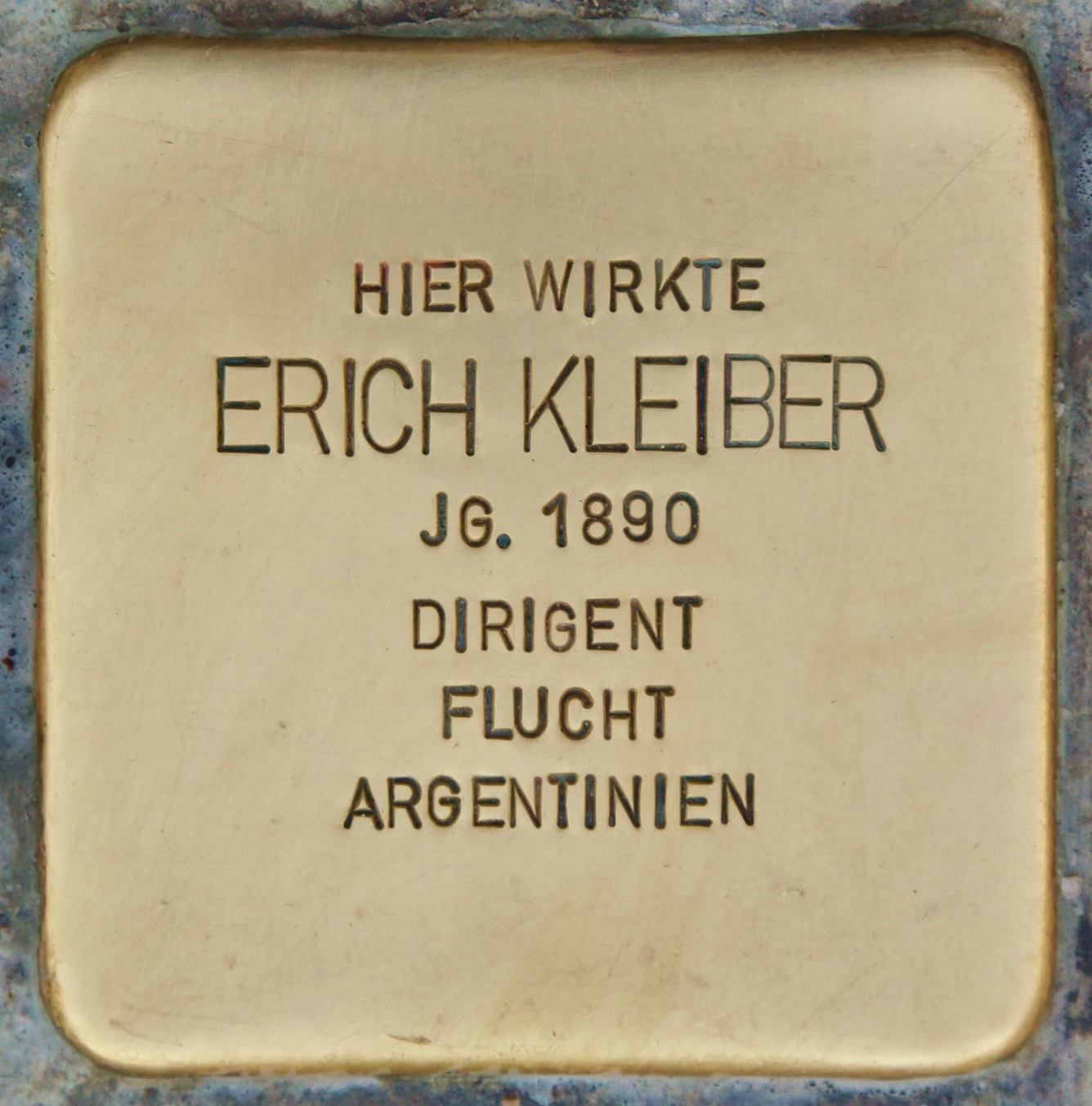
Stolperstein in Salzburg

Am 17. August 2020 wurde durch den Künstler Gunter Demnig vor dem Haus für Mozart in Salzburg ein Stolperstein für Erich Kleiber verlegt.

## Diskografie (Auswahl)
- Orchestral Showpieces – Berliner Philharmoniker 1930–34, Telefunken Legacy 3984-28407-2 (1999)
- Concert Recordings with the NBC Orchestra 1947–48, 4 CDs Music And Arts
- Wagner: Tristan und Isolde – Teatro Colon Orchestra 1948, Myto
- The Great Conductors – Beethoven: Symphony No. 6 – Czech Philharmony, 1955; Mozart: Symphony No. 40 – London Philharmonic Orchestra, 1949; Schubert: Symphony No. 5 – NDR Orchestra, 1953; R. Strauss: „Till Eulenspiegel“ – NDR Orchestra, 1951 a.o. 1949–55, 2 CDs IMG-EMI
- Beethoven: Symphonies Nos. 3, 5, 6, 7 – Concertgebouw Orchestra, Amsterdam 1950–1953, DECCA
- Beethoven: Symphonies Nos. 3 & 9 – Wien 1952–55, DECCA
- Verdi: I vespri siciliani – Maggio Musicale Fiorentino 1951, Urania
- Beethoven: Symphony No. 9 – Wiener Philharmoniker 1952, DECCA
- Tchaikovski: Symphonies Nos. 4, 6 –  Paris Conservatoire Orchestra 1953, DECCA
- R. Strauss: Der Rosenkavalier – Wiener Philharmoniker 1954, 3 CDs DECCA
- Mozart: Le nozze di Figaro – Wiener Philharmoniker 1955, 3 CDs DECCA
- Weber: Der Freischütz – Kölner RSO 1955, 2 CDs Koch; Capriccio
- Beethoven: Fidelio – Kölner RSO 1956, 2 CDs Koch; Capriccio
- Complete Decca Recordings 1949–1955, 6 CDs DECCA